# Anna Denhoffówna
Anna z Denhoffów Bogusławowa Leszczyńska (ur. 1620/1622 zm. 1656) – księżniczka i hrabianka Świętego Cesarstwa Rzymskiego. Starościanka wieluńska, lęborska, radomszczańska, bolesławska, sokalska, małoszycka, sobowidzka i klonowska, a także wojewodzianka dorpacka i sieradzka. Starościna generalna Wielkopolski, podskarbina wielka koronna i podkanclerzyna koronna. Babka króla Polski Stanisława Leszczyńskiego i prababka królowej Francji Marii Leszczyńskiej.

## Życiorys
Anna Denhoffówna była córką dworzanina Zygmunta III Wazy Kaspra Denhoffa i Anny Aleksandry z Koniecpolskich. 12 sierpnia 1638 w Kruszynie wyszła za mąż za podkanclerzego Bogusława Leszczyńskiego, który zawarł z nią małżeństwo nie tylko ze względów majątkowych (posag Anny wynosił sto tysięcy złotych), ale również ze względów politycznych – wujem Anny Denhoffówny był hetman wielki koronny Stanisław Koniecpolski. Pod wpływem Anny, córki neofity – gorliwego katolika – Kaspra Denhoffa, już w trzy lata po ślubie Bogusław Leszczyński porzucił kalwinizm na rzecz katolicyzmu.
Anna Leszczyńska zmarła w 1656 roku. Pozostawiła czworo dzieci: biskupa łuckiego Bogusława Leszczyńskiego, Jana Przecława Leszczyńskiego, podskarbiego wielkiego koronnego Rafała Leszczyńskiego i Annę Cecylię żonę Krzysztofa Grzymułtowskiego wojewody poznańskiego.. Po jej śmierci Bogusław Leszczyński ożenił się z księżniczką Joanną Katarzyną Radziwiłłówną, wdową po Jakubie Wejherze.